# Столкновение (фильм, 1986)
«Столкновение» (англ. Thrashin') — американский фильм Дэвида Уинтерса 1986 года о скейтбординге. В фильме появляются настоящие скейтеры, такие как Тони Альва, Тони Хоук, Кристиан Хосой, Стив Кабальеро.

## Сюжет
Кори Уэбстер, начинающий скейтбордист из пригорода, прибывает в Лос-Анджелес в надежде победить в предстоящих соревнованиях по скоростному спуску. Он останавливается у своих друзей, где они возводят собственную рампу для тренировок. Позже Кори и его друзья отправляются кататься на пляж в скейт-парк. Там они наблюдают за выступлениями брейкдансеров и скейтеров, а также встречают конкурирующую агрессивно-настроенную банду скейтеров именующую себя «Даггеры» (Кинжалы). Её участники также планируют принять участие в соревнованиях по скоростному спуску. Там же на пляже Кори встречает симпатичную блондинку, с которой однако не успевает познакомиться.
Ночью Кори и его друзья отправляются в клуб, где тусуются скейтеры и всякого рода панки. В тот вечер в клубе играет Red Hot Chili Peppers. Там же Кори встречает и блондинку с пляжа с которой на этот раз знакомится. Девушку зовут Крисси и она оказывается сестрой Томми Хука, лидера даггеров. Тем не менее она не состоит в банде, более того она даже не местная, она приехала на лето в гости к брату из Индианы. Всю ночь Кори и Крисси проводят вместе гуляя по городу, а утром Томми отчитывает сестру из-за её нового знакомого.
В следующий раз, во время катания Кори на скейте, даггеры подсыпают ему под колёса горсть болтиков, из-за чего он падает и травмирует спину. Вечером же даггеры устраивают погоню за ним на скейтах по городу, однако Кори удаётся скрыться, тогда даггеры сжигают рампу его друзей. На следующий день Кори идёт домой к Томми, чтобы выяснить отношения. Томми вызывает того вечером на дуэль. На дуэли Кори получает травму руки, а само сборище разгоняет полиция. На следующий день Кори ругается с Крисси из-за того, что она не поддержала его. В расстроенных чувствах Крисси решает ехать домой в Индиану.
Кори начинает усиленно тренироваться, он понимает, что с травмированной рукой победить ему будет сложно. Крисси же передумывает ехать домой, она покидает автобус и на попутках возвращается в Лос-Анджелес. В это время проходит гонка по скоростному спуску, которая оказывается очень сложной и экстремальной. Ближе к финишу в лидеры выбиваются Кори и Томми, которые с переменным успехом периодически обгоняют друг друга. Тем не менее, у самого финиша Томми совершает ошибку и падает со скейта. На финише Кори встречает Крисси. К ним подходит и Томми, который признаёт свою неправоту в отношении сестры и её нового друга и примиряется с ними.

## В ролях
- Джош Бролин — Кори Уэбстер
- Роберт Раслер — Томми Хук
- Памела Гидли — Крисси
- Чак Макканн — Сэм Флуд
- Брук Маккартер — Тайлер
- Джош Ричман — Рэдли
- Бретт Маркс — Бозо
- Дэвид Вагнер — Литтл Стиви
- Тони Альва — Ти Эй
- Марк Мански — Монк
- Шерилин Фенн — Вельвет

## Саундтрек
В фильме показано выступление молодой группы Red Hot Chili Peppers. В остальном в саундтреке представлены различные популярные в середине 80-х панк- и рок-исполнители, в том числе Мит Лоуф, Devo, The Bangles, Circle Jerks, Animotion, Fine Young Cannibals и другие. Саундтрек к фильму никогда не издавался отдельно.

## Приём
Фильм получил сдержанные отзывы. Его критиковали за избитый сюжет. По мнению критиков здесь просто смешали «Ромео и Джульетту» или «Вестсайдскую историю» с фильмом «Парень-каратист». Из положительных же моментов обычно выделяют актёрский состав. В 2015 году вышло переиздание фильма на Blu-ray, критики тогда отмечали, что это фильм своего времени и создан ради наживы на популярных в то время субкультурах, но с высоты сегодняшнего дня он выглядит очень мило и ностальгично.